# Roberto Fico
Roberto Fico (n. 10 octombrie 1974, Napoli, Italia) este un politician italian.